# Український (Дінський район)
Український — селище в Дінському районі Краснодарського краю.
Входить до складу Дінського сільського поселення.

## Географія

### Вулиці
| - вул. Вишневая, - вул. Гагарина, - вул. Заречная, - вул. Зелёная, - вул. Комсомольская, - вул. Красная, - вул. Ленина, | - вул. Мира, - вул. Молодёжная, - вул. Набережная, - вул. Новая, - вул. Первомайская, - вул. Садовая, | - вул. Светлая, - вул. Советов, - вул. Солнечная, - вул. Суворова, - вул. Широкая, - вул. Южная. |